# Anhinga walterbolesi
Anhinga walterbolesi — викопний вид сулоподібних птахів родини змієшийкових (Anhingidae), що існував в період пізнього олігоцену і раннього міоцену в Австралії. Він був описаний за викопними рештками (лівою цівкою), знайденими в 1982 році в формації Етадунна, що розташована на північному сході штату Південна Австралія. Вид був названий на честь австралійського палеонтолога Волтера Болса, вшановуючи його внесок в австралійську палеоорнітологію.